# Tukhmir Pur
Tukhmir Pur es una ciudad censal situada en el distrito de Delhi noreste,  en el territorio de la capital nacional,  Delhi (India). Su población es de 5658 habitantes (2011). 

## Demografía
Según el censo de 2011 la población de Tukhmir Pur era de 5658 habitantes, de los cuales 3029 eran hombres y 2629 eran mujeres. Tukhmir Pur tiene una tasa media de alfabetización del 83%, inferior a la media estatal del 86,21%: la alfabetización masculina es del 89,67%, y la alfabetización femenina del 75,37%.